# أنسون ألين
أنسون ألين (بالإنجليزية: Anson Allen)‏ هو شخصية أعمال وسياسي أمريكي، ولد في 25 فبراير 1838، وتوفي في 23 مارس 1880. حزبياً، نشط في الحزب الجمهوري. وقد انتخب عضو جمعية ولاية ويسكونسن.